# Alberto Abello Vives
Alberto Abello Vives (Santa Marta, 22 de mayo de 1957-Bogotá, 14 de abril de 2019) fue un académico y gestor cultural colombiano. Se desempeñó como profesor universitario y asesor de iniciativas culturales en la región Caribe de Colombia. Ostentó cargos como director del Observatorio del Caribe Colombiano, director de la Biblioteca Luis Ángel Arango y de la red de Bibliotecas del Banco de la República de Colombia.

## Biografía
Alberto Abello nació en Santa Marta fue hijo de Edmundo Abello y Judith Vives. Desde su adolescencia se radicó a Bogotá en 1964), ciudad en la que realizó sus estudios de primaria y bachillerato en el Colegio Santo Tomás de Aquino y universitarios de Pregrado en Economía en la Universidad Nacional de Colombia y la Universidad Externado de Colombia. Obtuvo su Maestría en Estudios del Caribe en la Universidad Nacional de Colombia, Sede San Andrés. 
Residió entre Santa Marta, Bogotá y Cartagena de Indias, ciudad esta última donde inició su vida profesional en 1981. Hizo parte de la generación de colombianos que desde la investigación y la gestión cultural han propuesto la transformación del nombre de la región donde nacieron y que habitan: renombrar a la antigua Costa Atlántica como Región Caribe.

## Trayectoria
Inició como profesor universitario en la Facultad de Ciencias Económicas y Administrativas de la Universidad Tecnológica de Bolívar, facultad de la que años después fue decano (2006-2010). Ejercer la docencia en áreas sobre el desarrollo regional lo llevó a profundizar en el estudio de la Región Caribe y dirigió, al finalizar la década del ochenta, un extenso estudio sobre el estado de la investigación y el desarrollo frutícola de la región. En esa época le brindó una asesoría al Consejo Regional de Planificación de la Costa Atlántica –Corpes– en la formulación de su plan de desarrollo regional. El estudiar las necesidades socioeconómicas de una región particular lo llevó a preocuparse por la importancia de la incorporación de la cultura en el llamado desarrollo del Caribe Colombiano. 
Para Abello, imaginar el futuro y el desarrollo del Caribe no está exento de pensar en su cultura. No se imagina un Caribe de economía próspera sin las identidades culturales que lo caracterizan. Por eso funda y dirige en los primeros años del siglo XXI la Maestría en Desarrollo y Cultura (2009-2012) y el Laboratorio de Investigación en Cultura y Desarrollo –L+iD– (2010-2012) de la Universidad Tecnológica de Bolívar en Cartagena de Indias, proyectos que contaron con una alianza académica con la Universidad de Gerona (Cataluña, España).
A su vez fue miembro fundador y primer director del Observatorio del Caribe Colombiano (1998-2005), lugar desde el que creó y dirigió la Cátedra del Caribe Colombiano, la revista Aguaita y la Expedición Padilla en el Bicentenario de la Independencia de Cartagena de Indias en 2011. También es miembro fundador de la Fundación Gabriel García Márquez para el Nuevo Periodismo (FNIP) y ha colaborado en diferentes áreas con el Museo del Caribe, Casa Museo Gabriel García Márquez en Aracataca, Beca de Investigación Cultural Héctor Rojas Herazo, Programa Leer el Caribe, Mercado Cultural del Caribe y, una apuesta política y de gestión cultural que en los últimos años ha sido su faro de investigación académica, el Comité de Revitalización de Fiestas de Independencia de Cartagena.
En su intenso trasegar por la cultura y el Caribe fue cercano a Gabriel García Márquez para quien creó el proyecto Taller de Nuevo Periodismo (1993-1994) que derivó en la creación de la hoy Fundación Gabriel García Márquez para el Nuevo Periodismo (FNIP) y ha colaborado en la formación de exposiciones, ensayos, guiones, recopilación de entrevistas del todavía enigmático pensamiento garciamarquiano. Además dirigió proyectos, brindó asesorías y prestó servicios al Banco de la República, Gobernación de Bolívar, Icultur, Alcaldía de Cartagena, Instituto Distrital de las Artes –Idartes–, Corpoturismo, Ministerio de Cultura de Colombia, Ministerio de Tecnologías de la Información y Comunicaciones de Colombia –MinTic–, Asociación de Estudios del Caribe, El Colegio del Cuerpo, Museo de Arte Moderno de Cartagena, Festival Internacional de Cine de Cartagena, Instituto de Patrimonio y Cultura de Cartagena –IPCC–, Ibermuseos, Centro de Formación de la Cooperación Española, Centro Cultural Ciudad Móvil, Compañía Periferia, Corporación Cabildo, Cámara de Comercio de Cartagena, Departamento Nacional de Planeación, Organización de Estados Iberoamericanos –OEI–, Banco Mundial y Naciones Unidas. Falleció en Bogotá el 14 de abril de 2019 tras sufrir complicaciones cardíacas.

## Publicaciones
Fuera de varios artículos y conferencias en diferentes países además de Colombia: México, Cuba, Argentina, República Dominicana, Puerto Rico, Brasil, Trinidad y Tobago, Francia, España, Italia, entre otros. Ha publicado como columnista, ensayista y editor los siguientes libros:

### Ensayos
- La isla encallada, el Caribe de Colombia en el archipiélago del Caribe (2015)[17]
- La región y la economía mundial (1997)[18]

### Editor
- Sitios de Memoria de la esclavitud en Cartagena de Indias/Una invitación a su recorrido (2016)[19]
- Los desterrados del paraíso: Raza, pobreza y cultura en Cartagena de Indias (2015)[20]
- Árabes en Macondo –recuperación de ensayos de Jorge García Usta– (2015)[21]
- La savia del desarrollo (2013)[22]
- Un Caribe sin plantación (2006)[23]
- El Caribe en la nación colombiana (2005)[24]
- Estructura industrial del Caribe colombiano (2000)
- Poblamiento y ciudades del Caribe colombiano (2000)
- El Caribe colombiano, la realidad regional al final del siglo XX (1998)
- La Costa que queremos (1998)

### Columnas
- El Universal de Cartagena –columna semanal–: Periódico de Ayer[25]
- El Espectador –columnista ocasional–
- Revista Semana –revista especial sobre el Caribe–